# Trawomyszka
Trawomyszka (Rhabdomys) – rodzaj ssaków z podrodziny myszy (Murinae) w obrębie rodziny myszowatych (Muridae).

## Rozmieszczenie geograficzne
Rodzaj obejmuje gatunki występujące w Afryce Południowej i Wschodniej.

## Morfologia
Długość ciała (bez ogona) 75–140 mm, długość ogona 67–128 mm, długość ucha 8–20 mm, długość tylnej stopy 18–28 mm; masa ciała 14–70 g.

## Systematyka
Rodzaj zdefiniował w 1916 roku angielski zoolog Oldfield Thomas w artykule zatytułowanym O szczurach zwykle zaliczanych do rodzaju Arvicanthis, opublikowanym w czasopiśmie „The Annals and magazine of natural history”. Gatunkiem typowym jest (oryginalne oznaczenie) trawomyszka namibska (R. pumilio). 

### Etymologia
Rhabdomys: gr. ῥαβδος rhabdos ‘smuga, pasmo’; μυς mus, μυος muos ‘mysz’.

### Podział systematyczny
Rodzaj ten należy do grupy myszy właściwych, obejmującej także rodzaje Arvicanthis, Desmomys, Lemniscomys, Mylomys i Pelomys. Rodzaj pojawił się w pliocenie, najstarsze skamieniałości z Południowej Afryki mogą liczyć 5 milionów lat. W Namibii zostały znalezione trzonowce trawomyszki z plejstocenu; także we wczesnoplejstoceńskich osadach z jaskiń RPA znane są skamieniałości tych gryzoni. Różnice ubarwienia pomiędzy trawomyszkami z całego zasięgu sugerują istnienie podgatunków lub osobnych gatunków, których pozycja taksonomiczna wymaga dalszych badań. Na podstawie różnic DNA mitochondrialnego i preferencji środowiskowych współcześnie wyróżniane jest kilka gatunków:
| Grafika | Gatunek               | Autor i rok opisu | Nazwa zwyczajowa     | Podgatunki         | Rozmieszczenie geograficzne | Podstawowe wymiary                          | Status IUCN |
| ------- | --------------------- | ----------------- | -------------------- | ------------------ | --- | ------------------------------------------- | ----------- |
|         | Rhabdomys dilectus    | (de Winton, 1897) | trawomyszka zuluska  | gatunek monotypowy | górskie siedliska od południowo-wschodniej Ugandy i środkowej Kenii na południe do północno-wschodniej Południowej Afryki; izolowane populacje na wyżynach Angoli; zakres wysokości: do 2700 m n.p.m.                     | DC: 9,1–12,6 cm DO: 7,2–9 cm MC: 30–47 g    | LC          |
|         | Rhabdomys chakae      | (Wroughton, 1905) |                      | gatunek monotypowy | wilgotniejsza wschodnia Południowa Afryka, od pasma górskiego Soutpansberg na południe przez Eswatini i Lesotho do Prowincji Przylądkowej Wschodniej                                                                      | DC: 7,5–14 cm DO: 6,7–10,2 cm MC: 14–70 g   | NE          |
|         | Rhabdomys bechuanae   | (O. Thomas, 1893) |                      | gatunek monotypowy | suchsze zachodnie części Afryki Południowej (południowo-zachodnia Angola, Namibia, Botswana oraz północno-zachodnia i środkowa Południowa Afryka)                                                                         | DC: około 10,7 cm DO: 9,5–12 cm MC: 32–55 g | LC          |
|         | Rhabdomys intermedius | (Wroughton, 1905) |                      | gatunek monotypowy | endemit Południowej Afryki: wąski pas przez półpustynny ekoregion Nama Karoo | DC: 9,6–13,5 cm DO: 9–12,1 cm MC: 28–64 g   | LC          |
|         | Rhabdomys pumilio     | (Sparrman, 1784)  | trawomyszka namibska | gatunek monotypowy | endemit Południowej Afryki: wąski przybrzeżny pas od ujścia rzeki Oranje (północno-zachodnia Prowincja Przylądkowa Północna) do Gqeberhy (południowa Prowincja Przylądkowa Wschodnia); zakres wysokości: do 2300 m n.p.m. | DC: 9,3–13,4 cm DO: 9,9–12,8 cm MC: 24–54 g | LC          |

Kategorie IUCN:  LC  – gatunek najmniejszej troski;  NE  – gatunki niepoddane jeszcze ocenie.